# Alfred Kowalski (aktor)
Alfred Kowalski (ur. ok. 1877, zm. 5 marca 1936 we Lwowie) – polski aktor, śpiewak, tancerz.
Od 1904 do 1905 był aktorem w Lublinie, a następnie w Kijowie. Przed 1914 podjął występy w Teatr Miejskim we Lwowie i pozostał w jego składzie przez wiele lat. Występował w sztukach dramatycznych oraz operetkach. Po przejściu na emeryturę w latach 30. do ostatnich dni życia był członkiem „Wesołej Lwowskiej Fali”, audycji Polskiego Radia Lwów. Ponadto w tej rozgłośni uczestniczył także w słuchowiskach.
Był żonaty, miał dwoje dzieci. Zmarł 5 marca 1936 w wieku 59 lat w szpitalu powszechnym we Lwowie.

## Role teatralne
- Madame Pompadour – Maurepas
- Bajadera – Pimprinette
- Hrabina Marica – Dragomir
- Tresowane dusze – Szuhman